# Barranc de la Torre (la Torre d'Eroles)
El barranc de la Torre és un barranc afluent del riu d'Abella. Pertany a la conca del Noguera Pallaresa, i discorre del tot dins del terme d'Abella de la Conca, a la comarca del Pallars Jussà, a prop de la Torre d'Eroles, al sud de la Serra de Carreu.
Neix a la mateixa Serra de Carreu, entre el Pical Ras (est) i el Cap de Carreu (oest), al nord-est de la masia de Cal Vidal. Discorre el primer tram de nord-oest a sud-est, passa a prop de les ruïnes de Casa Coix, deixa a l'esquerra el Tros Gros, on hi ha les ruïnes de Cal Bigorra i les restes de les prospeccions petrolieres que es feren en aquest indret, i a la dreta les restes de Cal Rafael, i arriba ran de les mateixes parets de Casa Jaumillo.
Sempre en la mateixa direcció, passa pel Tros de l'Obaga, per lo Cadoll, on hi ha les restes de Casa Birrillo, deixa a ponent la Costa de la Font, i arriba a la caseria de la Torre d'Eroles, que deixa a l'oest. Al davant de la Torre d'Eroles li aflueix per l'esquerra la Font de la Torre, i al cap de poc s'aboca en el riu d'Abella, que es considera que comença en aquest lloc.

## Etimologia
Es tracta d'un topònim romànic modern, de caràcter descriptiu: és el barranc que passa pel costat de llevant de l'antiga caseria de la Torre d'Eroles.